# Латтес, Сезар
Сезар Мансуэто Жулио Латтес (порт. Cesare Mansueto Giulio Lattes, в ряде источников: Чезаре Латтес; 11 июля 1924 года, Куритиба, Парана, Бразилия — 8 марта 2005 года, Кампинас, Сан-Паулу) — бразильский физик-экспериментатор, член Бразильской академии наук. Один из первооткрывателей пиона (пи-мезона).

## Биография

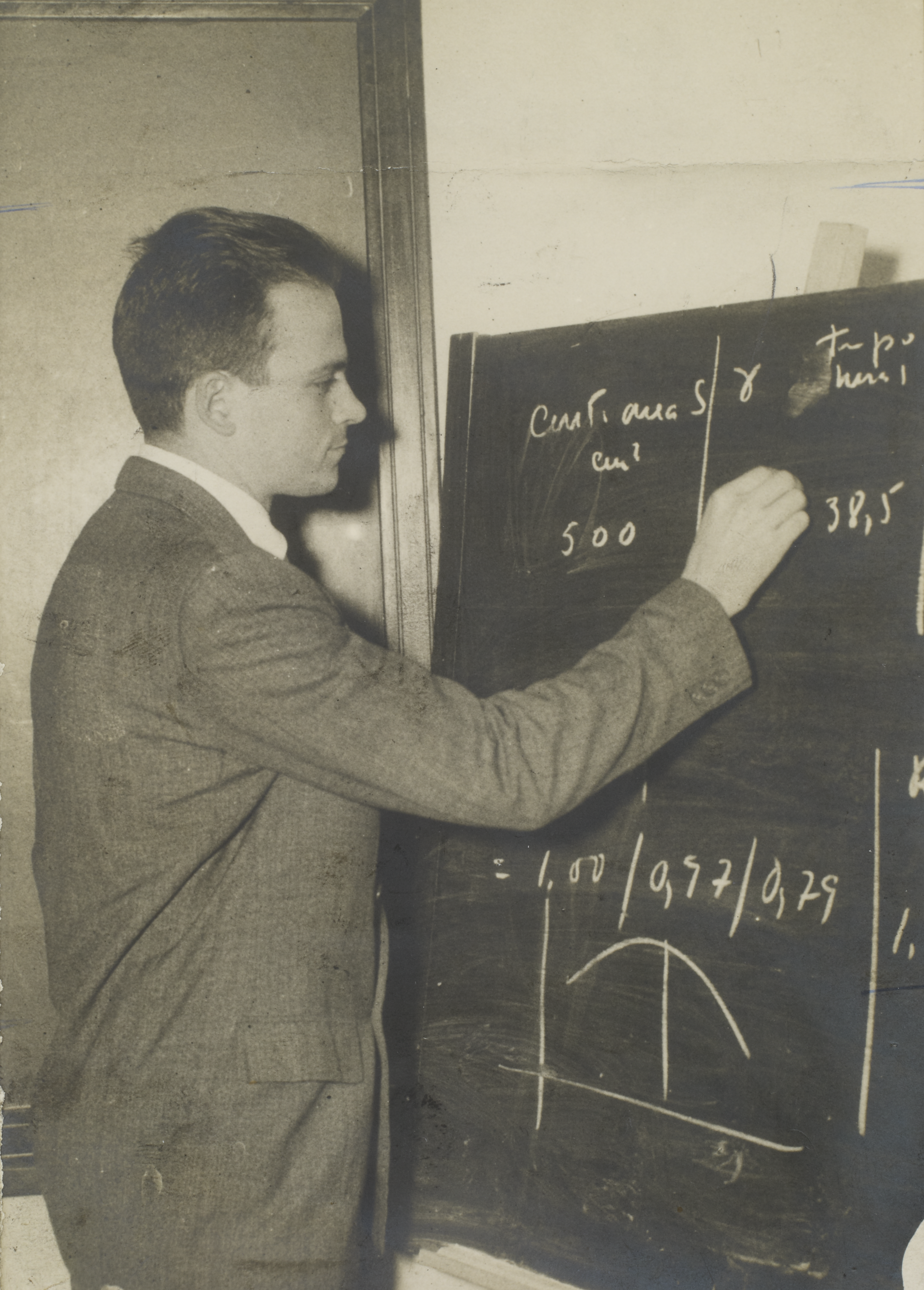
Сезар Латтес, 1949

Сезар Латтес родился 11 июля 1924 года в Куритибе, Бразилия, в еврейской семье, эмигрировавшей из Италии. В 1943 году окончил университет Сан-Паулу, где изучал математику и физику. Он был из той плеяды молодых бразильских физиков, которая взращена выдающимися европейскими учителями, такими как Глеб Ватагин и Джузеппе Оккиалини. Сезар Латтес с молодых лет отличался яркостью и проявил себя смелым исследователем. Среди его коллег также были выдающиеся физики, например, Оскар Сала, Марио Шёнберг, Роберто Сальмерон, Марсело Дэми, Джейми Тиомно. В возрасте 25 лет он стал одним из основателей Центра физических исследований в Рио-де-Жанейро.
C 1946 года по 1947 год стажировался в Бристольском университете. В 1948 году занимался в радиационной лаборатории Калифорнийского университета в Беркли. В 1947 году совместно с С. Пауэллом и Джузеппе Оккиалини открыл заряженные пи-мезоны, в 1948 году с Юджином Гарднером впервые получил искусственные мезоны.
В 1949 году Сезар Латтес вернулся в Бразилию и продолжил свою деятельность в качестве профессора и научного сотрудника Федерального университета Рио-де-Жанейро и Центра физических исследований.
8 марта 2005 года он умер от сердечного приступа.

## Цитаты
"Наука должна быть универсальной, без сомнения. Тем не менее, не следует безоговорочно в неё верить."